# Oussama El Azzouzi
Oussama El Azzouzi (Veenendaal, 29 mei 2001) is een Marokkaans-Nederlands profvoetballer die doorgaans als defensieve middenvelder speelt. Hij verruilde Union Sint-Gillis in 2023 voor Bologna FC. El Azzouzi debuteerde in 2023 in het Marokkaans voetbalelftal. Hij is de tweelingbroer van Anouar El Azzouzi.

## Biografie
El Azzouzi is geboren in Veenendaal, maar heeft zijn roots liggen in Rouadi, een dorpje in de omgeving van Al Hoceima in het noorden van Marokko.

## Carrière
Als speler bij het Nederlandse voetbalclub FC Emmen maakte El Azzouzi op 6 augustus 2021 tegen SC Telstar zijn debuut in het betaalde voetbal. In de zomer van 2022 vertrok hij naar Union Sint-Gillis. Een jaar later verhuisde hij naar het Italiaanse Bologna.

## Clubstatistieken
| Seizoen | Club              | Land               | Competitie      | Competitie | Competitie | Beker | Beker | Europees | Europees | Totaal | Totaal |
| Seizoen | Club              | Land               | Competitie      | Wed.       | Dlp.       | Wed.  | Dlp.  | Wed.     | Dlp.     | Wed.   | Dlp.   |
| ------- | ----------------- | ------------------ | --------------- | ---------- | ---------- | ----- | ----- | -------- | -------- | ------ | ------ |
| 2021/22 | FC Emmen          | Vlag van Nederland | Eerste divisie  | 34         | 1          | 2     | 0     | —        | —        | 36     | 1      |
| 2022/23 | Union Sint-Gillis | Vlag van België    | Eerste klasse A | 23         | 0          | 4     | 2     | 7        | 0        | 34     | 2      |
| 2023/24 | Bologna FC 1909   | Vlag van Italië    | Serie A         | 2          | 1          | 1     | 0     | —        | —        | 3      | 1      |
| Totaal  | Totaal            | Totaal             | Totaal          | 59         | 1          | 7     | 2     | 7        | 0        | 73     | 3      |

## Erelijst
| Competitie             |          |          |          |          |
| Competitie             | Aantal   | Jaren    |          |          |
| FC Emmen               | FC Emmen | FC Emmen | FC Emmen | FC Emmen |
| ---------------------- | -------- | -------- | -------- | -------- |
| Eerste divisie         | 1x       | 2021/22  |          |          |
| Marokko –23            |          |          |          |          |
| Afrikaans kampioen –23 | 1x       | 2023     |          |          |